# Johann Friedrich Naue
Johann Friedrich Naue (* 17. November 1787 in Halle (Saale); † 18. Mai 1858 ebenda) war ein deutscher Komponist, Organist, Chorleiter und Herausgeber von Kirchengesängen sowie zahlreichen musiktheoretischen Schriften.

## Leben
Naue war Sohn eines reichen Nadelfabrikanten und dessen Frau. Er besuchte in Halle (Saale) die Latina der Franckeschen Stiftungen. Schon während dieser Zeit sammelte er erste Gesangserfahrungen im Stadtsingechor Halle, einen der ältesten Knabenchöre Deutschlands, der noch heute zur Latina der Franckeschen Stiftungen gehört. Anschließend erhielt Naue in Berlin neben Felix Mendelssohn Bartholdy Unterricht bei Carl Friedrich Zelter und kam dadurch neben der Musik von Johann Sebastian Bach und Georg Friedrich Händel vor allem mit dessen völlig revolutionärer Institution, der Sing-Akademie zu Berlin, in Kontakt.
Ganz begeistert kehrte er nach 1808 wieder zurück in seine Heimatstadt, um bei Johann Friedrich Reichardt seine musikalischen Studien fortzusetzen, insbesondere bei Daniel Gottlob Türk, der sich seinerzeit wie Zelter Verdienste für die Wiederbelebung der Musik Georg Friedrich Händels erwarb. In Wien rundete er seine Ausbildung ab als Schüler von Ludwig van Beethoven, der ihm 1823 sogar einen dreistimmigen Kanon auf einen Text von Friedrich Schiller (Kurz ist der Schmerz, WoO 163) widmete. Naue entwickelte sich zu einem Orgel- und Klaviervirtuosen, der sich vor allem eine breite Werkekenntnis und ein gediegenes musiktheoretisches Wissen erwarb. Zeitzeugen berichten, er habe ganze Bibliotheken verschlungen, um sich die verschiedenen Kompositionsstile anzueignen. Er selbst besaß eine sehr kostbare mit zahlreichen Büchern und Musikalien, die er – auf Zelters Vermittlung – ab 1824 zu großen Teilen an die Königliche Bibliothek (heute Staatsbibliothek zu Berlin) verkaufte. Ab November 1815 war Naue Mitglied der Hallenser Freimaurerloge Zu den drei Degen.
1816 wurde Johann Friedrich Naue Leiter des Stadtsingechores zu Halle und Organist an der Marktkirche Unser Lieben Frauen als einer der Nachfolger Samuel Scheidts und Friedrich Wilhelm Zachows (hier konnte er sich gegen Mitbewerber wie Carl Loewe durchsetzen). Ein Jahr später, 1817, berief man ihn als Universitätsmusikdirektor (UMD) an die Friedrichs-Universität in Halle (heute: Martin-Luther-Universität), die sich gerade mit der Wittenberger Universität vereinigte, nachdem sein Lehrer Carl Friedrich Zelter ihm dafür ein Gutachten erstellte. Die Wahl fiel auf ihn insbesondere wegen seines musiktheoretischen Wissens, das er neben den praktischen Kenntnissen und Erfahrungen besaß, und seiner kirchenmusikalischen Aktivitäten. Weil die Universität für ihn anfangs keine finanzielle Mittel bereitstellen konnte, hatte er einen Chor für die akademischen Gottesdienste in der Ulrichskirche und für Choralproben ein- bis zweimal wöchentlich „bei offener Kirche“ unentgeltlich zu beschaffen und auf sein Gehalt als UMD zu verzichten. Seit 1820 sicherte Naue sich weitere Einkünfte als Freitischinspektor der Universität. Er wurde 1835 von der Universität Jena zum Dr. h.c. der Musik promoviert.
1829 organisierte Naue in Halle das erste große Musikfest des thüringisch-sächsischen Musikvereins nach Vorbild der glanzvollen Elbmusikfeste, für das er sein gesamtes ererbtes Vermögen einsetzte und sich hoch verschuldete, um die Belebung der halleschen Musikpflege weiter voranzutreiben. Aus dem Erlös seiner an die Alte Bibliothek verkauften Bücher organisierte er in Erfurt bald darauf noch ein zweites. Die tragische Verkettung der Umstände aber ruinierten ihn wirtschaftlich und menschlich für den Rest seines Lebens. Er verbitterte, suchte Trost im Alkohol. 1833 wird ihm die Leitung seiner Singakademie entzogen. Die erlebt erst nach seinem Tode ihre rechte Blüte unter dem bedeutenden Liederkomponisten und Chorleiter Robert Franz. Naue sah sich zudem 1835 gezwungen, auch die Organistenstelle an der Marktkirche Unser Lieben Frauen aufzugeben wegen Zwistigkeiten mit seinen Vorgesetzten und dem Marienkantor Carl Gottlob Abela. Seine Bewerbung um die Stelle als Domorganist scheiterte, weil man ihn zu der Zeit schon für zu unzuverlässig hielt. Noch ein letztes Mal organisiert der zu tiefst verbitterte Naue in Halle ein Musikfest. Keine Wende.
Naue verehelichte sich im Mai 1818 mit Johanne Friederike Christiane Ruff, einer Stieftochter seines Kollegen Maaß. Der Ehe entstammten zwei Söhne: Anton Bernhardt (* 25. Februar 1822) und Friedrich Richard (* 28. Mai 1828). Naue starb, erblindet und verarmt, am 18. Mai 1858 an, wie es heißt, „Gehirnkrankheit“.

## Bedeutung
Naue hat sich vor allem als Komponist und Herausgeber von Kirchengesängen verdient gemacht und war somit einer der wenigen deutschen Kirchenmusikern, die versuchten mittels Reformen die protestantische Kirchenmusik aus ihrer Krise zu verhelfen. Hohe Wertschätzung brachten ihm weit über die Stadtgrenzen hinaus seine Bemühungen um die Liturgiereform im 19. Jahrhundert. Mit der Erforschung der historischen Grundlagen der protestantischen Liturgie suchte Naue der Forderung einer Kirchenmusikwissenschaft Folge zu leisten. Mit seinem 1818 erstmals im Druck erschienenen Werk Versuch einer musikalischen Agende oder Altargesänge, zum Gebrauch in protestantischen Kirchen wurde er zu einer der führenden Kräfte der Erneuerungsbewegung auf diesem Gebiet.
Darüber hinaus gründete er 1814 in Halle als einer der ersten in Deutschland zusammen mit seinem einstigen akademischen Lehrer (und späteren Schwiegervater) Johann Gebhard Ehrenreich Maaß eine eigene Singakademie nach Berliner Vorbild, die ab 1907 den Namen ihres bedeutendsten späteren Leiters wählte (Robert-Franz-Singakademie). Naue selbst leitete sie bis 1833.
Nach dem Tod Türks und Reichardts übernahm Naue die führende Position im Musikleben der Stadt Halle, was gleichzeitig die Ablösung der frühromantischen Epoche durch die romantische Ära einer jüngeren Generation bedeutete. So gilt Naue als der „erste vollgültige Vertreter der musikalischen Romantik in Halles Musikleben“.
Naue organisierte einen regen Konzertbetrieb und bot in Abonnementskonzerten regelmäßig bedeutende Werke von Händel (z. B. Saul), Graun, von Wiener Klassikern und Zeitgenossen wie Weber, Spohr, Marschner und anderen Meistern. Daneben konnte er verschiedenste Virtuosen und Musiker für seine veranstalteten Solistenkonzerte gewinnen, unter denen sich auch Hummel (1821) und Paganini (1829) befanden. 1825 wurden mit der Aufführung von Bearbeitungen des Halleluja-Chores im Stile verschiedenster Jahrhunderte zum ersten Mal von Naue historische Musikaufführungen unternommen. Naue war zudem stets an einem aktiven Musikleben interessiert, weshalb er zusätzlich öffentliche Singstunden in Form von Chorproben in der Marktkirche gab.
Schließlich plante er auf Drängen der Bevölkerung eine Singschule zu eröffnen. Dieser Plan scheiterte jedoch aufgrund der Fülle seiner Aufgaben.

## Werke
Obwohl Naue von Zeitgenossen als Komponist und Theoretiker hoch geschätzt war, ist heute kaum noch eines seiner Werke bekannt. Neben den geistlichen schrieb Naue auch weltliche Gelegenheitswerke, vornehmlich Märsche und beauftragte Festmusiken.
- Gesänge zur Geburtstagsfeyer des Königs am 3.August 1814 (für das 1. Konzert der Singakademie 1814)
- Festmusik zum 3.August 1814 für Soli, 4-stg. Gemischten Chor und Orchester (1814)
- Kantate (für die Singakademie) (1815)
- Rezitativ und Arie (1815)
- Liturgie zur Trauerfeier zum Andenken der im Kampf für König und Vaterland Gebliebenen (1816)
- Musicalische Versuche. Halle o. J. [1816]. Digitalisat.
- Arien und Chöre zur Reformationsfeier (für die Singakademie) (1817)
- Osterkantate Sei festlich uns willkommen des Freudentages Strahl! (1820)
- Kleine Lieder und Canzonetten mit Begleitung des Pianoforte (1822)
- Triumphmarsch für Chor und Harmoniemusik (für den Empfang der preußischen Kronprinzessin Elise durch den Magistrat am 26. November 1823) (1823)
- Triumphmarsch für Chor und Orchester (zum 10. Jahrestag des Einzugs der verkündetedn Heere in Paris) (1824)
- Armeemarsch Nr.48 und 50 für Chor und Orchester (langsamer Marsch)
- Preußischer Armeemarsch II,66 für Chor und Orchester (schneller Marsch)
- Festmusik zur Geburtstagsfeyer des Königs am 2.August 1824 (1824)
- Festmusik zur Orgelweihe in der Ulrichskirche (mit dem Choral Anbetung, Ruhm und Ehre) (1826)
- Ferdinand Cortez oder die Eroberung von Mexiko, Oper in 3 Akten von Spontini (Klavierauszug) (1827)
- Es schallt von tausend Enden ein Freudenruf durch Stadt und Land, Festmarsch und Volkslied der Preußen für großes Militärorchester und Chor (zum Geburtstag des Königs) (1828)
- Allgemeines evangelisches Choralbuch in Melodien (1829, 2. Bearbeitung 1832)
- Te Deum, für Soli, 4-stg. Gemischten Chor und Orchester (1832)
- Festmusik zur Einweihung des neuen hallischen Universitätsgebäudes am 31.Oktober 1834 (1834)
- In deiner Stärke freuet sich der König, Psalm (1835)
- Kantate Gott segne, Gott erhalte den Kronprinzen (zum Geburtstag des preußischen Kronprinzen) (1837)
- Festgesang Sit deo gloria (Text: Niemeyer) (1837)
- Frisch auf, für Chor (für das Musikfest in Bitterfeld) (1840)
- Was nützt das Gold, für Chor (für das Musikfest in Bitterfeld) (1840)
- Lebehoch, Lebelang, Lebewohl, für 4-stg. Männerchor (1843) (erschienen in der Sammlung Männerchöre, von Freunden der Tonkunst gesammelt von J.J.Sprüngli)
- Heil, heil dem schönen Tage, Patriotisches Lied (1848)
- O Lamm Gottes (Agnus Dei), e-Moll für 4-stg. Gemischten Chor
- Hymnus ambrosianus, für 4-stg. Gemischten Chor
- Saul von Händel (Klavierauszug)

Sammlungen
- Versuch einer Musikalischen Agende oder Altargesänge, zum Gebrauch in protestantischen Kirchen. Halle o. J. [1818]. Digitalisat.
- Kirchenmusik verschiedener Zeiten und Völker, 3 Hefte (Hrsg.) (1821)
- Responsorien oder Chöre zu drei Liturgien mit eingelegten Sprüchen (Stuttgart, o. J.)
- Liturgische Gesänge aus der Psalmodie von Lucas Lossius (Wittenberg 1553) und aus Luthers Ordnung des Gottesdienstes (Wittenberg 1526) (Neubearbeitung, Halle 1851)
- Liturgische Chöre aus alten Agenden und Missales der ersten Zeit der Reformation (Halle 1838)
- Sammlung von Motetten von Meistern wie Joh. Chr. Bach, Joh. Michael Bach und Carl Friedrich Zelter

## Schriften
- Von den wichtigsten Pflichten eines Organisten von Daniel Gottlob Türk (Neubearbeitung) (Halle, 1838)
- Kurze Anweisung zum Generalbaßspielen von Daniel Gottlob Türk (in 5. Auflage neu herausgegeben) (1841)
- Ueber den sogenannten quantitirend-rhythmischen Choral. Halle 1849. Digitalisat.

## Dokumente
Briefe von Johann Friedrich Naue befinden sich im Bestand des Leipziger Musikverlages C. F. Peters im Staatsarchiv Leipzig.